# Întâlnirea din pământuri

Întâlnirea din pământuri este volumul de proză scurtă cu care a debutat Marin Preda. A apărut în 1948 și în cuprinsul său au intrat următoarele nuvele: În ceată, Colina, Întâlnirea din pământuri, O adunare liniștită etc. – care prefigurează motive, întâmplări și personaje din roman, ușor de depistat la o simplă confruntare, dar mai important decât aceasta este faptul că încă din nuvele se conturează obsesia fundamentală a creației lui Marin Preda, care este destinul țăranului român.
Romanul Moromeții se validează ca un element de hipertextualitate, adică derivat în raport cu nuvelele, precum Dimineața devreme, O adunare liniștită, Calul, În ceată. Nuvelele lui Preda prefigurează moromețianismul, adică un modus vivendi. Moromețianismul este un mod de viață contemplativ, bazat pe hedonismul trecerii netulburate a vremii, pe frumusețea irevocabilă a fiecărei clipe. Ilie Moromete este un personaj contemplativ, iar lotul său de pământ este terenul cel mai propice pentru a cugeta. Din acest punct de vedere se poate vorbi și de atracția față de pământ, față de acest element vital, care îl fortifică la modul mitic, ca odinioară pe legendarul Anteu - care înaintea unei confruntări își freca mâinile și brațele cu pământ pentru a-și spori forța. Pentru Moromete timpul are nesfârțită răbdare, iar lotul lui de pământ îi conferă această certitudine a dăinuirii temporale.